# Départ groupé féminin de biathlon aux Jeux olympiques de 2022
Pour un article plus général, voir Biathlon aux Jeux olympiques de 2022.
Navigation
Pyeongchang 2018 Milan-Cortina 2026
L'épreuve féminine de Mass Start 12,5 km de biathlon aux Jeux olympiques de 2022 a lieu le 18 février 2022 au Centre de ski nordique et de biathlon de Guyangshu.
Alors que les deux Norvégiennes Marte Olsbu Røiseland et Tiril Eckhoff prennent les devants après le premier tir couché,  Justine Braisaz-Bouchet repart 21e  en allant tourner deux fois sur l'anneau de pénalité. Elle commet encore une faute au deuxième couché, mais remonte à la 14e place. Tout se joue au troisième tir, le premier debout. Røiseland et Eckhoff, arrivent détachées, 1 min 24 s avant la biathlète née à Albertville en 1996, mais le vent souffle fort. Elles mettent du temps à lâcher leurs balles et partent toutes deux à la faute, comme toutes celles qui les suivent, alors que la Française réussit le cinq sur cinq et reprend la piste devant. Au dernier tir,  Justine Braisaz-Bouchet lâche rapidement ses balles, elle manque une cible, mais ses poursuivantes « arrosent »  également, si bien qu'elle sort de l'anneau de pénalité avec 48 secondes d'avance sur les Norvégiennes. Elle n'a plus qu'à boucler le dernier tour pour s'imposer drapeau français en mains devant Eckhoff et Røiseland. Finalement, les trois médaillées de cette course sont à quatre fautes. La France ne comptait jusque là qu'un titre olympique dans une course individuelle féminine, remporté par Florence Baverel-Robert à Turin en 2006. Justine Braisaz-Bouchet apporte à sa délégation sa troisième médaille d'or en biathlon, et la septième au total, un record. Marte Olsbu Røiseland remporte pour sa part sa cinquième médaille en six épreuves disputées à Pékin, ce qui constitue également un record féminin. 

## Médaillées
| Or                            | Argent              | Bronze                      |
| Justine Braisaz-Bouchet (FRA) | Tiril Eckhoff (NOR) | Marte Olsbu Røiseland (NOR) |

## Résultats
Légende : C - Couché ; D - Debout
Le départ de la course est donné à 15 h 00
| Rang                                | Dossard | Non                     | Nationalité | Pénalités (C+C+D+D) | Temps         | Écart         |
| ----------------------------------- | ------- | ----------------------- | ----------- | ------------------- | ------------- | ------------- |
| Médaille d'or, Jeux olympiques      | 10      | Justine Braisaz-Bouchet | France      | 4 (2+1+0+1)         | 40 min 18 s 0 |               |
| Médaille d'argent, Jeux olympiques  | 6       | Tiril Eckhoff           | Norvège     | 4 (0+0+2+2)         | 40 min 33 s 3 | +15 s 3       |
| Médaille de bronze, Jeux olympiques | 2       | Marte Olsbu Røiseland   | Norvège     | 4 (0+0+2+2)         | 40 min 52 s 9 | +34 s 9       |
| 4                                   | 13      | Markéta Davidová        | Tchéquie    | 4 (1+0+1+2)         | 41 min 11 s 4 | +53 s 4       |
| 5                                   | 15      | Kristina Reztsova       | ROC         | 6 (2+1+1+2)         | 41 min 29 s 0 | +1 min 11 s 0 |
| 6                                   | 14      | Julia Simon             | France      | 6 (0+1+3+2)         | 41 min 40 s 6 | +1 min 22 s 6 |
| 7                                   | 19      | Yuliia Dzhima           | Ukraine     | 3 (1+0+2+0)         | 41 min 43 s 7 | +1 min 25 s 7 |
| 8                                   | 25      | Franziska Preuß         | Allemagne   | 4 (1+1+1+1)         | 41 min 44 s 4 | +1 min 26 s 4 |
| 9                                   | 4       | Elvira Öberg            | Suède       | 4 (1+0+0+3)         | 41 min 55 s 7 | +1 min 37 s 7 |
| 10                                  | 11      | Hanna Sola              | Biélorussie | 8 (2+2+1+3)         | 41 min 57 s 2 | +1 min 39 s 2 |
| 11                                  | 8       | Lisa Theresa Hauser     | Autriche    | 4 (0+1+1+2)         | 42 min 7 s 6  | +1 min 49 s 6 |
| 12                                  | 7       | Dzinara Alimbekava      | Biélorussie | 6 (1+1+2+2)         | 42 min 19 s 2 | +2 min 01 s 2 |
| 13                                  | 1       | Denise Herrmann         | Allemagne   | 5 (1+1+1+2)         | 42 min 27 s 1 | +2 min 09 s 1 |
| 14                                  | 24      | Katharina Innerhofer    | Autriche    | 6 (1+0+2+3)         | 42 min 42 s 7 | +2 min 24 s 7 |
| 15                                  | 27      | Vanessa Hinz            | Allemagne   | 4 (0+0+2+2)         | 43 min 12 s 2 | +2 min 54 s 2 |
| 16                                  | 26      | Lena Häcki              | Suisse      | 9 (0+3+3+3)         | 43 min 14 s 2 | +2 min 56 s 2 |
| 17                                  | 23      | Uliana Nigmatullina     | ROC         | 6 (2+1+3+0)         | 43 min 14 s 3 | +2 min 56 s 3 |
| 18                                  | 17      | Vanessa Voigt           | Allemagne   | 6 (1+2+2+1)         | 43 min 22 s 7 | +3 min 04 s 7 |
| 19                                  | 3       | Anaïs Chevalier-Bouchet | France      | 5 (2+0+2+1)         | 43 min 29 s 7 | +3 min 11 s 7 |
| 20                                  | 30      | Irina Kazakevich        | ROC         | 7 (1+3+2+1)         | 43 min 34 s 6 | +3 min 16 s 6 |
| 21                                  | 16      | Mona Brorsson           | Suède       | 6 (2+1+2+1)         | 43 min 37 s 4 | +3 min 19 s 4 |
| 22                                  | 5       | Dorothea Wierer         | Italie      | 8 (2+2+2+2)         | 43 min 41 s 0 | +3 min 23 s 0 |
| 23                                  | 29      | Deedra Irwin            | États-Unis  | 6 (1+3+1+1)         | 43 min 42 s 1 | +3 min 24 s 1 |
| 24                                  | 18      | Linn Persson            | Suède       | 8 (0+2+3+3)         | 43 min 46 s 6 | +3 min 28 s 6 |
| 25                                  | 9       | Hanna Öberg             | Suède       | 7 (0+3+1+3)         | 44 min 3 s 2  | +3 min 45 s 2 |
| 26                                  | 22      | Paulína Fialková        | Slovaquie   | 8 (0+3+1+4)         | 44 min 4 s 8  | +3 min 46 s 8 |
| 27                                  | 20      | Monika Hojnisz-Staręga  | Pologne     | 8 (2+3+1+2)         | 44 min 6 s 6  | +3 min 48 s 6 |
| 28                                  | 28      | Lucie Charvátová        | Tchéquie    | 5 (0+2+2+1)         | 44 min 28 s 7 | +4 min 10 s 7 |
| 29                                  | 12      | Anaïs Bescond           | France      | 10 (0+2+3+5)        | 46 min 2 s 3  | +5 min 44 s 3 |
| 30                                  | 21      | Alina Stremous          | Moldavie    | 9 (1+2+3+3)         | 47 min 30 s 0 | +7 min 12 s 0 |